# 金屋石

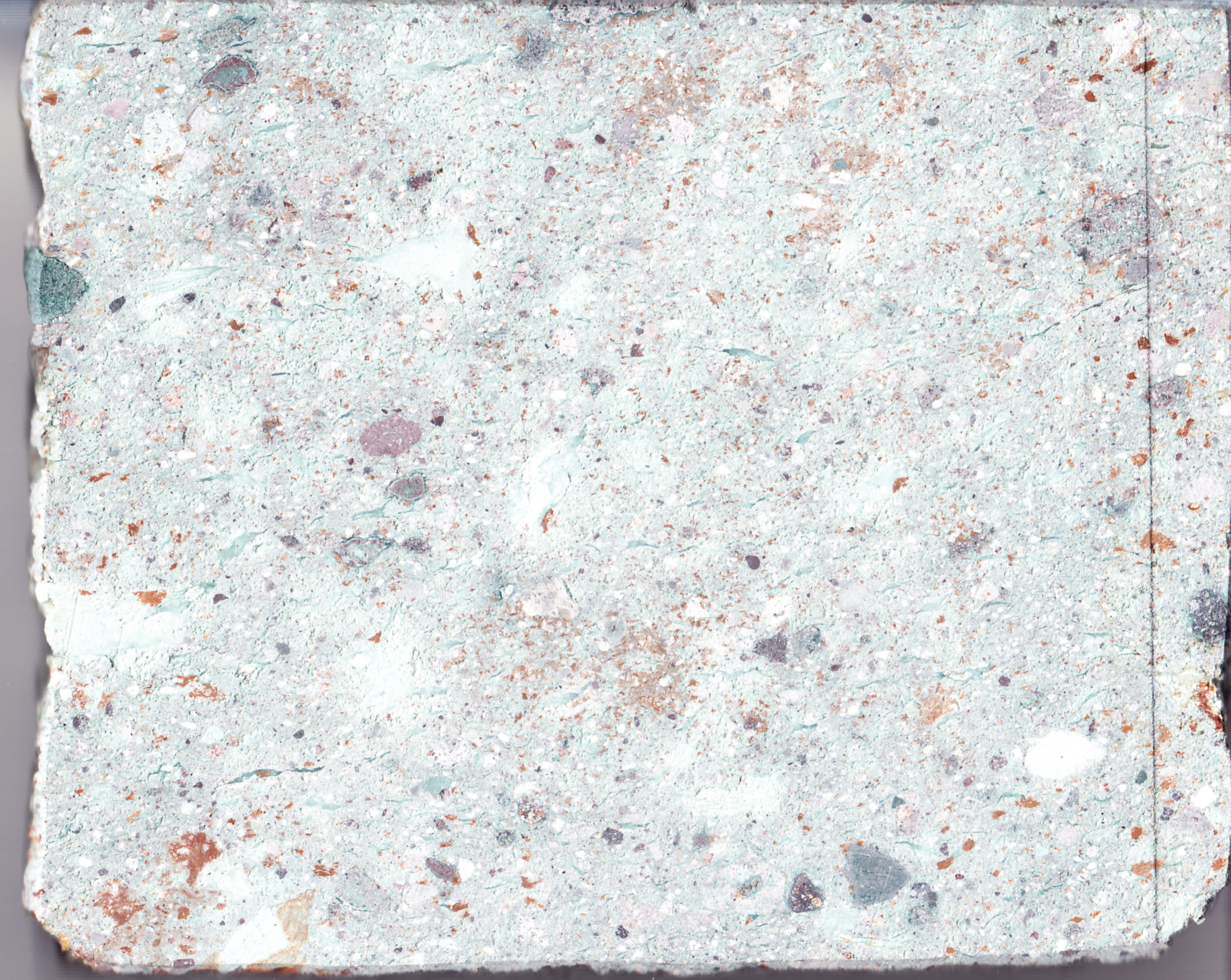
金屋石の表面

金屋石（かなやいし）は緑色凝灰岩（英: green tuff）の一種。富山県砺波市庄川町の庄川右岸、合口ダムから小牧発電所対岸の付近一帯で採掘される石材。青白色で福井県の笏谷石によく似ている。柔らかい緑色凝灰岩であるため加工がしやすく、弾力性に富む。古くから金沢城や辰巳用水などの石管に使われたほか、土蔵・地蔵堂などの建材や神社や寺院の狛犬や灯籠などに用いられた。採掘は江戸時代に始まり、幕末に進展して明治時代に最盛期を迎えるが戦前・戦後を通してコンクリートの普及などで大きな打撃を受け、昭和40年代に採掘を停止した。金屋石採掘跡、金屋石石管 附.石工道具は砺波市ふるさと文化財に登録されている。

## 成分
バリウム・ベリリウム・カドミウム・銅・マンガン・鉛・ストロンチウム・バナジウム・亜鉛など。

## 成因
日本列島の大半がまだ海中にあった新生代第三紀の前半、火山が噴火して噴出した火山灰や砂礫が海水中に沈殿して、それが凝固してできたものとされている。

## 分布

金屋石採掘跡周辺の地形3Dモデル（2015年、金屋石を語る会作成）

砺波市庄川町付近の金屋石の分布は、東西0.5km、南北1kmにわたり埋蔵していると推定されている。埋蔵量は不明。

## 特徴
- 美しい緑色をしている。
- 耐火性にすぐれている。
- 石の重量が軽い。
- 石質が柔らかいため、加工が容易である。

## 用途
金沢城や辰巳用水などの石管に使われたほか、土蔵・地蔵堂などの建材や神社や寺院の狛犬や灯籠などに用いられた。

## 金屋石にまつわる歴史

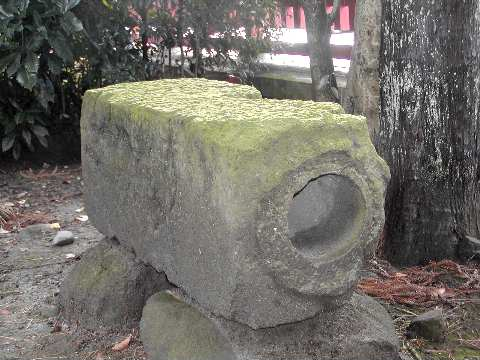
辰巳用水の石管

- 1632年（寛永9年）　加賀藩主前田利常が金沢城の再建に金屋石の石管（樋石）を用いた。（伝承）
- 1830年（天保元年）〜　金沢城の記録に金屋石が登場する。
- 1845年（弘化2年）　金屋岩黒村に伊右衛門・六兵衛・与三郎・伝右衛門・兵三郎・庄兵衛・九次郎・栄次郎の8軒の石屋が記録される[1]。
- 1852年（嘉永5年）　十村役が金屋岩黒村の石工と山主に採掘の差し止めを申し渡すが、間もなく再開され金沢への御用石の切り出しが行われた。
- 1858年（安政5年）　安政の大地震が起こり、青島村の伝四郎らは飛騨の道路・河川などの災害復旧工事を請け負う。
- 1862年（文久2年）　青島村の伝四郎らは富山藩八尾の奥野積山の三ヶ用水拡張工事を請け負う。
- 1879年（明治12年）は石材工・木工業に携わる職人は18人だったが、1892年（明治25年）には49人に増加している。
- 1884年（明治17年）　砺波郡役所が課税を行うため石工に鑑札を交付。
- 1903年（明治36年）　青島・金屋において養蚕・製紙・薪炭に並ぶ主要産業となる。
- 1920年（大正9年）　金屋の藤掛清太郎ら19人が発起人となって金屋石材会社を設立
- 1923年（大正12年）　石材採掘に火薬を使用するようになり、井波警察分署へ岩石破砕願を提出する。
- 1926年（大正15年）　第一次世界大戦後の経済恐慌の余波を受けて金屋石材会社の資本金が半減する。
- 同年　現場を担当する石材職工組は改組独立して金屋石工組を組織。事務所は金屋石材会社内に置いた。
- 1930年（昭和5年）　金屋石材会社が解散
- 1937年（昭和12年）　金屋石工組が解散
- 1950年（昭和25年）　県営富山球場のスタンド外壁の一部に金屋石が使用される。
- 1958年（昭和33年）　中川吉蔵・石森吉太郎・石沢米吉らは石材生産加工の立て直しを図る。
- 同年　文部省は重要文化財金沢城の石川門などの修築工事を行う。金屋石工の石沢米吉は石樋工事を破格値で請け負い、約1週間の突貫工事で立派に仕上げる。
- 戦後、建築材として販路を見い出したがコンクリートの普及により低迷期を迎える。しかし、庭園の灯籠など美術工芸品として再び脚光を浴びるが、石工職人は減少の一途をたどる。
- 1970年（昭和45年）　明治から続く石材店はわずか2軒となる。

### 金沢城と金屋石
1632年に行われた金沢城の再建に金屋石が用いられたのが最初かも知れないが、大々的に使用されることになったのは天保年間以降であろう。金屋石の採掘は石灰の生産と同時期の天保年間以降に始められたものと推測される。大掛かりな採掘・販売は、天保の改革によって社会の流通経済機構が大きく変化し、加賀藩がそれに対処しようと新しい産業の振興に力を注いだ結果だと思われる。

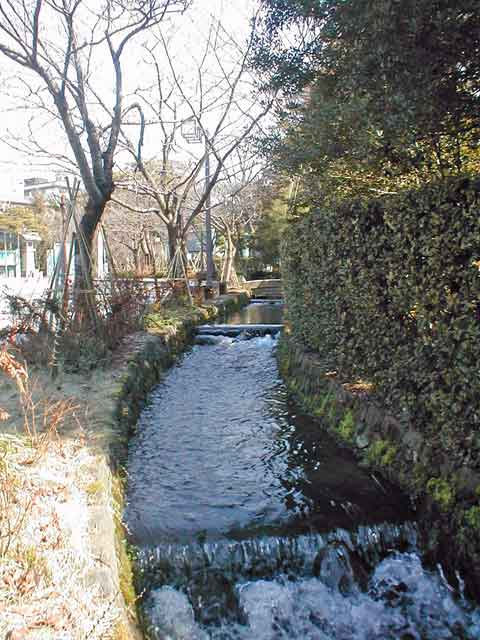
辰巳用水

藩政初期のころ　 1632年（寛永9年）に金沢城を再建した際、前田利常は小松の町人板屋平四郎に命じて城から10km隔てた犀川上流の上辰巳からサイフォンを利用して城内に飲料水を送る工事を行い、辰巳用水を作った。送水管は長さ1.0〜1.3mの金屋石製の石管（樋石）で、継ぎ目には松やになどの接着剤で漏水を防いだ。ただこの事について確かな記録は残っておらず、伝承として今に伝えられている。
藩政末期のころ　　金沢城に関する資料で、金屋石が初めて登場するのは「金沢城保存修理工事概要」で、藩政末期の天保年間（1830年〜）以後の工事とみられる。
城への運搬方法
- 1843年以降、運搬の際には金屋岩黒村肝煎源三郎と恒三が石材の生産責任者となり、それぞれ手合いを組織してその任務に当たった。金屋石は主に千保川を川舟で戸出まで下し、そこから高岡木町の舟方が伏木へ運び、伏木から外海船によって能登半島を回り、金沢に近い宮腰浦（金石港）に運ばれた。
- 1844年、樋石の輸送を命じられた金屋岩黒村の恒三は、8月中旬に樋石を千保川に下し、木町舟方に渡すことにしたが、氷見・海老江・六渡寺・灘浦の舟方は伏木から宮腰への海上輸送が秋口に入ったため波が高く、時節遅れであること、また宮腰は磯浜であり、積み上げが難しいので海上が和らぐ春まで延期してもらいたいと願い出た。その結果、輸送は延期となり、翌1845年3月に樋石の輸送が開始され、6艘の舟がこれに当たった。

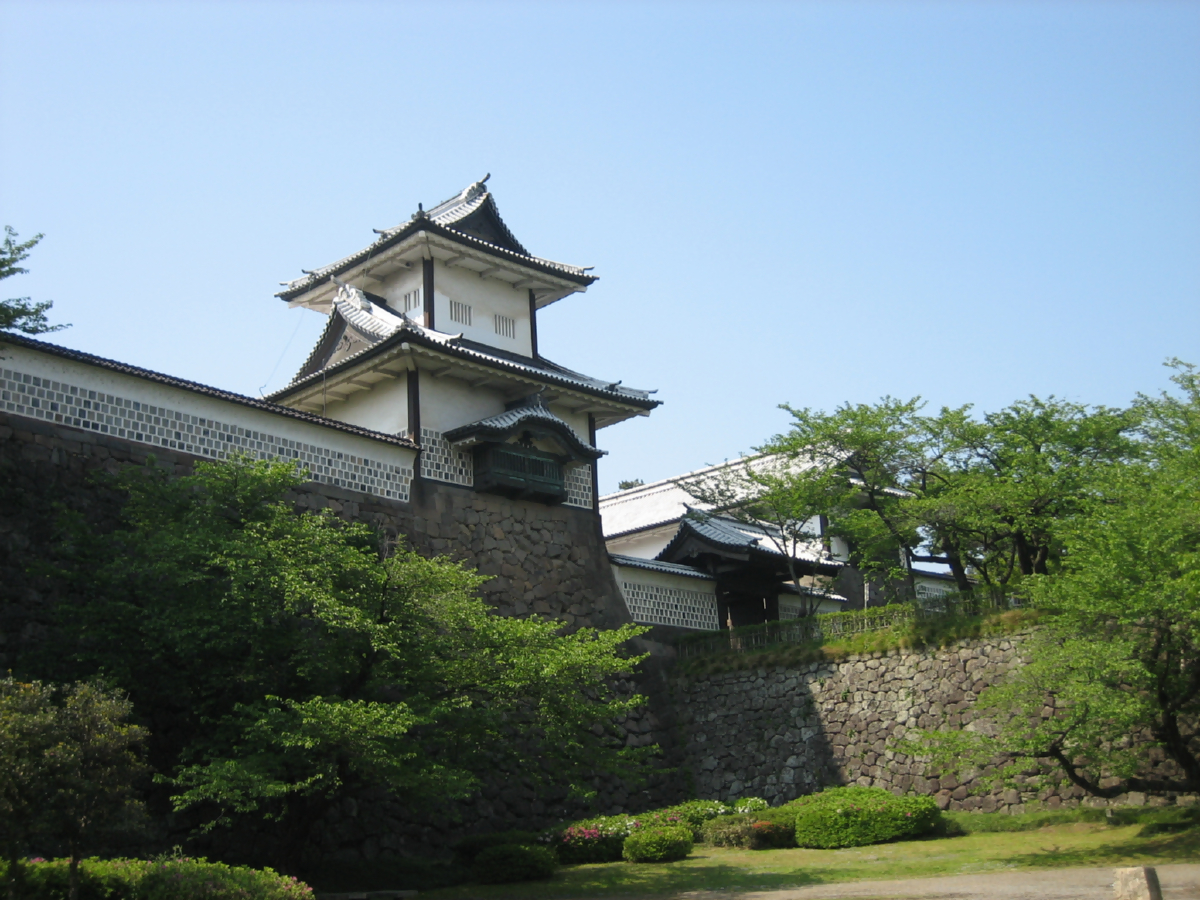
金沢城（石川門〈現存・国重文〉）

- 1846年3月にまた樋石の川下げが通達された。それは前年に残した石川門外の樋石甲二を藩主の参勤帰城前に完了させたいということで石川門の工事に金屋石が使われた。この時の運搬には海運業で名を馳せた豪商 銭屋五兵衛が当たった。
- 1846年5月に川下げされた金屋石は、樋石81本、継手4本、枕石1本で会った。木町文書によると、金屋石の輸送は天保14年ごろから藩政末期の1862年（文久2年）ごろまで約20年にわたって続けられた。

輸送量の一例
| 年月日                    | 石材の種類・数量      | 総重量              | 備 考                   |
| ------------------------- | --------------------- | ------------------- | ----------------------- |
| 1861年（文久元年）4月18日 | 樋石62 枕石40 つば石1 | 7,700貫（約30トン） | -                       |
| 1861年（文久元年）8月13日 | 樋石58 枕石15 つば石3 | 6,077貫（約23トン） | 樋石の長さ35間（64m分） |
| 1862年（文久2年）2月29日  | 板石11 曲樋2          | 2,244貫（約8トン）  | -                       |

工事施工の手順
1839年（天保10年）7月、金屋岩黒村の石工 久蔵・長兵衛・宗八・伝助の4人に対し、奉行役人から御用相勤の藩命が出され、これに対し4人の石工は連署の上、十村役に請書を差し出した。それには金屋岩黒村肝煎九左衛門ら6人の村役人が連署して、4人の石工の身元引き受けをした。
発見された石管
昭和45年、金沢城跡学術調査委員会の手によって数十本が掘り出された。現在、金沢城、兼六園、県立歴史博物館に置かれている。

## 採掘

### 採掘地

金屋石採掘跡

金屋石採掘跡の近くに残る古い採掘跡の入口

採掘地は古くは庄金剛寺村（のちの雄神村）領に属していたが、採掘作業には庄川を挟んだ対岸の金屋の人々が携わっていたので、次第に金屋の人々の持ち山と変わり、石材も金屋石と呼ばれるようになった。
切り出した石材は、庄川左岸川原の中州で第一次加工を行い、その後石屋に運ばれた。この中州は古くから石屋島と呼ばれ、昭和30年頃には対岸の山腹と石屋島を索道（ロープウェイ）で結び、運搬の合理化を図った。現在も水記念公園の付近にはその痕跡が残る。
採掘跡は庄川水記念公園向かいの山腹に現在も残っており、庄川ウッドプラザから目視できる。採掘跡は現在5か所確認されており、そのうち今も崩落せずに残っているのは3か所である。採掘跡は砺波市ふるさと文化財に登録されている。

## 石工

### 石森庄兵衛
江戸後期に金屋で活躍した石工。観音像をよく彫ったと書き残されている。庄兵衛の作品は砺波市太田地内にある十一面観音など数点が残されている。『東山見史料』には「石森庄兵衛先代は石工なりしが、特に地蔵菩薩・不動明王・観音の彫刻は光明を得たり。地方特有なる名声を持てり。現存せる地蔵類多し。同門弟中、其名を博せる人々にも庄右衛門・栄次郎等あり、云々」とある。

### 石森庄右衛門
石森庄兵衛の門弟。森川栄次郎の本家筋にあたり、金屋石工の先駆的存在だった。砺波市安川の薬勝寺境内にある三十三ヶ所観音や鉢伏の不動明王石像（砺波市指定文化財）は庄右衛門の手による。

### 森川栄次郎
天保10年（1839年） - 明治36年（1903年）4月5日（65歳で没）
石森庄兵衛の門弟。森川栄次郎（もりかわえいじろう）は明治時代の砺波地方を代表する石工であり、生涯の間に千体の石仏を刻んだとされる。主に金屋石を使って仏像を彫った。栄次郎は天保10年（1839年）に茶木村（今の砺波市安川）谷内家に生まれ、幼少期は金屋村（今の砺波市庄川町金屋）の石工森川栄次郎に弟子入りし、石工としての腕をかわれて森川家の養子となり、のちに二代目栄次郎を襲名した。その仕事ぶりは実直謹言、無駄なことは何一つしゃべらず、ひたすら彫ることに没頭したといわれている。特に観音像を得意とした。千体の石仏を彫ったとされる栄次郎であるが、石仏に銘の入ったものはあまり多くない。
＜森川栄次郎の銘の入った石仏＞
- 1884年（明治17年）　46歳　十一面観音（砺波市庄川町金屋西野）砺波市ふるさと文化財
- 1885年（明治18年）　47歳　十一面観音（砺波市秋元 観音堂）砺波市ふるさと文化財

　　　　　　　　　　　　　　　　　不動明王（砺波市太田 萬福寺）
- 1889年（明治22年）　51歳　不動明王（砺波市東別所）砺波市ふるさと文化財
- 1890年（明治23年）　52歳　十一面観音（砺波市石丸）
- 1894年（明治27年）　56歳　不動明王（砺波市井栗谷）砺波市ふるさと文化財
- 1895年（明治28年）　57歳　不動明王（南砺市（旧井波町）東城寺八幡社）
- 1896年（明治29年）　58歳　不動明王（南砺市（旧井波町）沖神明社）
- 1898年（明治31年）　60歳　十一面観音（南砺市（旧井波町）今里）
- 1899年（明治32年）　61歳　不動明王（砺波市庄川町金屋 瓜裂清水）

合計10体に銘が彫られてあり、すべて1m以上の大きな作品である。
とくに井栗谷の不動明王は高さが240cmにも達する。

## 岩石帯磁率
2015年7月、富山市埋蔵文化財センターは石の帯磁率を測定することで産地を同定する新手法を発表した。富山市埋蔵文化財センターの研究によると、金屋石の帯磁率計測を19件34石を行ったところ、全範囲計測値は10から85×10-5SIで、約90%が15から45×10-5SIに集中するという。このほか一部55から75×10-5SIに分布しており、多様性があることから産出場所によって石質が異なる金屋石の特徴に合致するとみられる。
また、この帯磁率計測によって同じ緑色凝灰岩である笏谷石と区別ができるようになったことは画期的な発見である。

## 金屋石を語る会

金屋石採掘場の草刈り作業

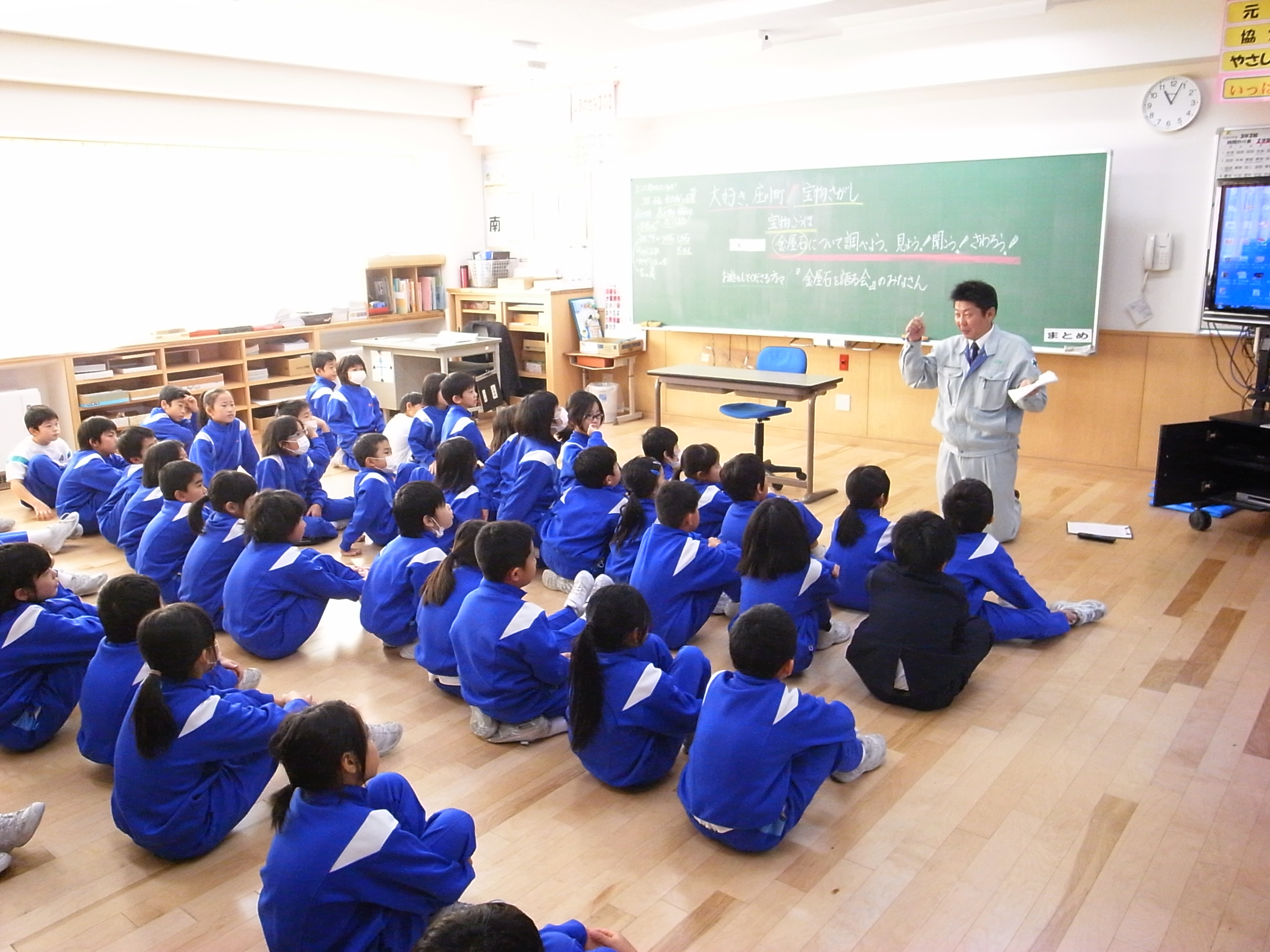
金屋石を使っての授業の様子（2014.12.3）

金屋石の魅力を発信するとともにその歴史的価値を掘り起こすべく、有志によって結成された団体。会の活動としては、草木に覆われた採掘跡の除草・伐採作業を行う環境保全や採掘跡にしめ縄を架ける行事、地元の庄川小学校で金屋石を使った授業や地元再発見のためのウォークラリーの解説など金屋石の素晴らしさを啓発する活動を行っている。
- 2012年夏　有志による採掘跡の探検
- 2013年12月2日　第1回金屋石を語る会
- 2014年10月31日　採掘跡の洞穴にしめ縄を架ける
- 2014年11月1日　採掘跡に金山彦神・金山姫神を祀る祭事挙行
- 2014年12月3日　庄川小学校で金屋石をテーマに授業
- 2015年4月14日　庄川水記念公園内に展示コーナーを設置、リーフレット＆マップを制作
- 2015年7月4日　金屋石と地域の魅力体験会
- 2015年11月8日　しめ縄の掛け替え
- 2015年12月　砺波市埋蔵文化財センターに勾玉製作用の砥石を寄付

## 関連作品
- 山田和『瀑流』 文藝春秋 2002年 - 富山・庄川が舞台の小説